# Samantha Droke
Samantha Raye Droke (née le 8 novembre 1987 à De Leon, Comté de Comanche (Texas), est une actrice, chanteuse et designer américaine. Elle est surtout connue pour avoir joué le rôle de Brooke Angels dans le Disney Channel Original Movie, Princess Protection Program : Mission Rosalinda (2009) aux côtés de Selena Gomez et Demi Lovato.

## Biographie
Samantha a grandi dans le Comté de Leon au Texas avec ses parents Lyndon et Synthia Droke. Elle a débuté dans le show-business en chantant puis en devenant mannequin. Elle a également tourné dans plusieurs publicités.
Samantha est très proche de Selena Gomez, avec qui elle a grandi au Texas, ainsi que de Ashley Tisdale, de Vanessa Hudgens et de Francia Raisa.
Samantha fut en couple avec Carlos Pena, Jr. de juin 2010 à juin 2012.
En avril 2018, Samantha Droke épouse Eric Tomchik, son compagnon depuis 2015. Ils ont trois enfants : Heavyn (née le 27 septembre 2019), Hazel Raye (née le 15 juillet 2021) et Silas (né le 29 août 2023).

## Carrière

### Actrice
Samantha s'est fait remarquer par son agent, Nicole Connor, à l'âge de quinze ans. Elle a eu son premier rôle à la télévision dans le téléfilm Truce. C'est alors que sa famille décide de quitter le Texas pour s'installer à Los Angeles en Californie. À l'âge de dix-sept ans, Samantha a tenu le rôle principal dans une publicité pour AT&T Mobility puis a joué dans le téléfilm Miss Détective : La Pièce manquante. En 2006, elle a joué dans un épisode de Gilmore Girls. En 2007, elle est apparue dans Cory est dans la place ainsi que dans La Vie de palace de Zack et Cody. Cette même année, elle a tourné le premier épisode d'une nouvelle série, Arwin!, aux côtés de Selena Gomez et Jasmine Villegas, mais la série fut annulée et l'épisode n'a jamais été diffusé. En 2008, elle a prêté sa voix aux personnages Hildy et Holly McDodd dans le film d'animation Horton avec Selena Gomez qui prêtait sa voix au personnage Helga McDodd. La même année (2008), elle a eu un rôle régulier dans la série Poor Paul. En 2009, Samantha incarne Brooke dans le téléfilm de Disney Channel, Princess Protection Program : Mission Rosalinda, aux côtés de Demi Lovato, Selena Gomez et Jamie Chung, puis elle a joué dans trois épisodes de la série Les Mystères d'Eastwick. En 2010, elle a joué dans un épisode des Experts puis dans un épisode de Médium.

### Designer
Samantha a sa propre ligne de vêtements baptisé "Live in Love" ainsi que sa propre ligne de tee-shirts baptisé "Imagine The Love".

## Filmographie

### Cinéma
- 2005 : Truce : Jenny
- 2006 : Don't Be Scared : Jessica
- 2007 : Ma voisine du dessous (The Neighbor) : Erin
- 2008 : Horton : Hildy et Holly McDodd (Voix)
- 2011 : Seconds Apart : Eve
- 2011 : God Bless America : L'ami de Chloé

### Télévision
- 2005 : Miss Détective : La Pièce manquante (Jane Doe: The Wrong Face) (Téléfilm) : Jen
- 2006 : Faceless (Téléfilm) : Une fille
- 2006 : Gilmore Girls (série télévisée) : Bonnie
- 2007 : Cory est dans la place (Cory in the House) (série télévisée) : Sarah
- 2007 : La Vie de palace de Zack et Cody (The Suit Life of Zack and Cody) (série télévisée) : Wanda
- 2007 : Arwin! (Téléfilm) : Summer
- 2008 - 2011 : Poor Paul (série télévisée) : Bonnie
- 2009 : Princess Protection Program : Mission Rosalinda (Téléfilm) : Brooke
- 2009 : Les Mystères d'Eastwick (série télévisée) : Stephie
- 2010 : Les Experts (CSI: Crime Scene Investigation) (Saison 10, épisode 13) : Cindy Medina
- 2010 : Médium (série télévisée) : Charlotte Spencer
- 2011 : La Vie secrète d'une ado ordinaire (The Secret Life of the American Teenager) (série télévisée) : Robin
- 2015 : Cleveland Abduction (Téléfilm) : Amanda Berry